# مهین (فیلم ۱۳۹۶)
مهین یک فیلم مستند به کارگردانی محمدحسین حیدری و تهیه‌کنندگی مهدی مطهر، محصول سال ۱۳۹۶ است. این مستند داستانی است که در آن جنبه‌های مختلف شخصیت مهین قدیری و پرونده قتل‌های او مورد بررسی قرار می‌گیرد. مهین قدیری اولین قاتل سریالی زن ایران است که پس از قتل ۵ زن و ۱ مرد در اردیبهشت ۱۳۸۸ دستگیر شد و آذرماه سال ۱۳۸۹ اعدام شد.

## نمایش
این مستند در سال ۱۳۹۸ در سینماهای گروه «هنر و تجربه» اکران شد.

## جوایز
| سال  | جشنواره                      | بخش                                  | نامزدی                       | نتیجه    | جایزه        | منبع  |
| ---- | ---------------------------- | ------------------------------------ | ---------------------------- | -------- | ------------ | ----- |
| ۱۳۹۸ | هفتمین جشنواره بین الملی شهر | بهترین تحقیق و پژوهش                 | محمدحسین حیدری ،مهدی اسدزاده | نامزدشده |              |       |
| ۱۳۹۸ | هفتمین جشنواره بین الملی شهر | بهترین دستاورد فنی وهنری، تدوین      | محمدحسین حیدری،زهره احمدزاده | برنده    |              |       |
| ۱۳۹۸ | هفتمین جشنواره بین الملی شهر | بهترین دستاورد فنی وهنری، فیلمبرداری | مهدی آزادی                   | نامزدشده |              |       |
| ۱۳۹۸ | هفتمین جشنواره بین الملی شهر | بهترین کارگردانی مستند بلند          | محمدحسین حیدری               | برنده    |              |       |
|      | هفتمین جشنواره بین الملی شهر | بهترین فیلم                          | مهدی مطهر                    | برنده    |              |       |
| ۱۳۹۸ | سی و هشتمین جشنواره فیلم فجر | بهترین پوستر فیلم                    | محمد تقی‌پور                  | نامزدشده | سیمرغ بلورین | [ ۳ ] |
| ۱۳۹۹ | بیستمین جشن حافظ             | بهترین مستند                         | محمدحسین حیدری               | نامزدشده | تندیس حافظ   | [ ۴ ] |